# Юдин, Игнатий Никитич
Игна́тий Ники́тич Ю́дин (1690, Москва — 5 [16] октября 1772, Екатеринбург) — российский горный инженер, коллежский советник, в 1744—1745 и 1760—1763 годы исполнял обязанности Главного командира Уральских горных заводов в Екатеринбурге.

## Биография
Родился в 1690 году в Москве в семье офицера Семёновского гвардейского полка. Окончил Московскую инженерную школу. С 1711 года был инженерным учеником, затем — кондуктором в Новгород-Волынске и Казани.
В 1717—1718 годах по личному распоряжению Петра I Юдин сопровождал персидского посла с секретным заданием по изучению сухопутных путей и плана Дербента для организации персидского похода русской армии. С 1720 года служил горным инженером на Олонецком заводе.
С 1721 года Юдин, переехав на Урал, служил на Алапаевском, Верх-Исетском, Нерчинском, Полевском, Ягошихинском заводах. В 1722—1725 годы руководил строительством Пыскорского завода, в 1732—1735 годы — Сысертского завода. В 1739—1741 годах участвовал в строительстве Гороблагодатских заводов.
В 1732—1733 годах Юдин участвовал в судебных разбирательствах между А. Н. Демидовым со Строгановыми по вопросам землевладения. В 1735 году вошёл в состав Комиссии рассмотрения заводов и ремёсел, располагавшейся в Екатеринбурге и занимавшейся оптимизацией управления горными заводами.
В 1735—1737 годах Юдин служил надзирателем школ в Екатеринбурге. В этот период им был разработан и опубликован устав заводских школ под названием «Правила обучения в словесной и арифметической школах». Также Игнатий Никитич занимался строительством дорог, межеванием земель и составлением планов местности, ревизорских осмотрах горных заводов и снаряжении железных караванов. В 1738—1740 годы он руководил переписью населения демидовских заводов, в ходе которой на старообрядцев оказывалось давление с целью перехода их в православие.
С 1735 года служил при Канцелярии Главного правления заводов главным межевщиком, с 1739 года был членом Канцелярии. В 1741 году получил чин бергмейстера. В 1744—1745 годах исполнял обязанности Главного командира Уральских горных заводов. С 1749 по 1752 год служил командиром Нерчинского завода.
В 1754 году Игнатий Никитич был отозван из Екатеринбурга в Москву, где до 1759 года служил в Монетной канцелярии. Отзыв Юдина из Екатеринбурга был связан в том числе с постоянными конфликтами с Н. Г. Клеопиным.
В 1760—1763 годах Юдин вернулся на Урал, заняв пост Главного командира Уральских горных заводов после Е. М. Арцыбашева. До этого периода бо́льшая часть казённых заводов была уже приватизирована, в ведении Канцелярии Главного правления заводов оставались только Екатеринбургский и Каменский заводы.
В октябре 1763 года Игнатий Никитич вышел в отставку в чине коллежского советника.
Скончался 5 (16) октября 1772 в Екатеринбурге.